# Echo (musikpris)
 For alternative betydninger, se Echo. (Se også artikler, som begynder med Echo)
Echo (stiliseret som ECHO) er en prisuddeling som uddeles af Deutsche Phono-Akademie, der er en tysk organisation for pladeselskaber, i anerkendelse for bedrifter inden for musikindustrien. Den første ceremoni blev afholdt i 1992, og den blev gennemført for at ære de musikalske bedrifter i 1991, hvor den erstattede Deutscher Schallplattenpreis, som var blevet uddelt siden 1963. Hvert års vinder bliver afgjort af det forgangne års salgstal. Vinderne i pop-kategorien bliver annonceret i marts, men vinderne i den klassiske kategori bliver annonceret i oktober.

## Historie
Echo-uddelingen blev afholdt første gang med 350 personer i Flora, Köln i 1992. Ceremonien i Frankfurt blev sendt på fjernsynet, og uddelingen for Klassisk musik blev flyttet til et separat event, Echo Klassik, i Köln i 1994. Indtil 1995 var det kun inviterede gæster, der kunne deltage under uddelingen. Det blev afholdt i München, og i 2001 blev stedet for afholdelsen flyttet fra Hamborg til Berlin som følge af et tilskud på 20 millioner euro, selvom man i 2004 overvejede at flytte det tilbage i 2004. I 2009 blev stedet i Berlin flyttet til , the venue in Berlin was moved to O2 World.

## Trofæ
Trofæet blev designet af Oliver Renelt, da han var studerende på Hochschule für bildende Künste Hamburg. Det er i rustfrit stål, og 40 cm høj og vejer 2 kg. Det viser en halv CD, med noder, der flyder ind i den fra en globus. Det blev valgt på baggrund af en konkurrence om netop designe tpå trofæet.

## Lokationer for afholdelse
| År   | Sted                             | By        | Værter                               |
| ---- | -------------------------------- | --------- | ------------------------------------ |
| 1992 | Flora                            | Köln      | Kristiane Backer                     |
| 1993 | Wintergarten                     | Berlin    | Susann Pingel                        |
| 1994 | Alte Oper                        | Frankfurt | Fritz Egner                          |
| 1995 | Bavaria Film- und Fernsehstudios | Munich    | Reinhold Beckmann                    |
| 1996 | Congress Center Hamburg          | Hamburg   | Thomas Ohrner                        |
| 1997 | Congress Center Hamburg          | Hamburg   | Axel Bulthaupt                       |
| 1998 | Congress Center Hamburg          | Hamburg   | Axel Bulthaupt                       |
| 1999 | Congress Center Hamburg          | Hamburg   | Kim Fisher                           |
| 2000 | Congress Center Hamburg          | Hamburg   | Kim Fisher                           |
| 2001 | ICC Berlin                       | Berlin    | Frauke Ludowig                       |
| 2002 | ICC Berlin                       | Berlin    | Frauke Ludowig                       |
| 2003 | ICC Berlin                       | Berlin    | Frauke Ludowig, Oliver Geissen       |
| 2004 | ICC Berlin                       | Berlin    | Oliver Geissen                       |
| 2005 | Estrel Convention Center         | Berlin    | Yvonne Catterfeld, Oliver Geissen    |
| 2006 | Estrel Convention Center         | Berlin    | Michelle Hunziker, Oliver Geissen    |
| 2007 | Palais am Berliner Funkturm      | Berlin    | Yvonne Catterfeld, Oliver Geissen    |
| 2008 | ICC Berlin                       | Berlin    | Nazan Eckes, Oliver Geissen          |
| 2009 | O2 World                         | Berlin    | Barbara Schöneberger, Oliver Pocher  |
| 2010 | Palais am Berliner Funkturm      | Berlin    | Sabine Heinrich, Matthias Opdenhövel |
| 2011 | Palais am Berliner Funkturm      | Berlin    | Ina Müller, Joko Winterscheidt       |
| 2012 | Palais am Berliner Funkturm      | Berlin    | Ina Müller, Barbara Schöneberger     |
| 2013 | Palais am Berliner Funkturm      | Berlin    | Helene Fischer                       |
| 2014 | Messe Berlin                     | Berlin    | Helene Fischer                       |
| 2015 | Messe Berlin                     | Berlin    | Barbara Schöneberger                 |
| 2016 | Messe Berlin                     | Berlin    | Barbara Schöneberger                 |
| 2017 | Messe Berlin                     | Berlin    | Sasha, Xavier Naidoo                 |
| 2018 | Messe Berlin                     | Berlin    |                                      |

## Echo Awards
Kastelruther Spatzen har vundet 13 Echo Awards i kategorien Volksmusik, hvilket er mere end nogen anden kunstner. Gruppen har vundet priserne i 1993, 1996–2003 og 2006–2010.
Udvalgte popkategorier

### Bedste mandlige rock/pop kunstner
- 1992 Herbert Grönemeyer
- 1993 Marius Müller-Westernhagen
- 1994 Herbert Grönemeyer
- 1995 Marius Müller-Westernhagen
- 1996 Mark'Oh
- 1997 Peter Maffay
- 1998 Nana
- 1999 Marius Müller-Westernhagen
- 2000 Xavier Naidoo
- 2001 Ayman
- 2002 Peter Maffay
- 2003 Herbert Grönemeyer
- 2004 Dick Brave
- 2005 Gentleman
- 2006 Xavier Naidoo
- 2007 Roger Cicero
- 2008 Herbert Grönemeyer
- 2009 Udo Lindenberg
- 2010 Xavier Naidoo
- 2011 David Garrett
- 2012 Udo Lindenberg
- 2013 David Garrett[8]
- 2014 Tim Bendzko[9]
- 2015 Herbert Grönemeyer[10]
- 2016 Andreas Bourani
- 2017 Udo Lindenberg

### Bedste kvindelige rock/pop kunstner
- 1992 Pe Werner
- 1993 Sandra
- 1994 Doro
- 1995 Marusha
- 1996 Schwester S.
- 1997 Blümchen
- 1998 Sabrina Setlur
- 1999 Blümchen
- 2000 Sabrina Setlur
- 2001 Jeanette
- 2002 Sarah Connor
- 2003 Nena
- 2004 Yvonne Catterfeld
- 2005 Annett Louisan
- 2006 Christina Stürmer
- 2007 Lafee
- 2008 Lafee
- 2009 Stefanie Heinzmann
- 2010 Cassandra Steen
- 2011 Lena
- 2012 Ina Müller
- 2013 Ivy Quainoo[8]
- 2014 Ina Müller[9]
- 2015 Oonagh[10]
- 2016 Sarah Connor
- 2017 Ina Müller

### Bedste internationale mandlige rock/pop kunstner
- 1992 Phil Collins
- 1993 Michael Jackson
- 1994 Meat Loaf
- 1995 Bryan Adams
- 1996 Vangelis
- 1997 Eros Ramazzotti
- 1998 Jon Bon Jovi
- 1999 Eros Ramazzotti
- 2000 Ricky Martin
- 2001 Carlos Santana
- 2002 Robbie Williams
- 2003 Robbie Williams
- 2004 Robbie Williams
- 2005 Robbie Williams
- 2006 Robbie Williams
- 2007 Robbie Williams
- 2008 James Blunt
- 2009 Paul Potts
- 2010 Robbie Williams
- 2011 Phil Collins
- 2012 Bruno Mars
- 2013 Robbie Williams
- 2014 Robbie Williams
- 2015 Ed Sheeran[10]
- 2016 Ed Sheeran
- 2017 Rag'n'Bone Man

### Bedste internationale kvindelige rock/pop kunstner
- 1992 Cher
- 1993 Annie Lennox
- 1994 Bonnie Tyler
- 1995 Mariah Carey
- 1996 Madonna
- 1997 Alanis Morissette
- 1998 Toni Braxton
- 1999 Celine Dion
- 2000 Cher
- 2001 Britney Spears
- 2002 Dido
- 2003 Shakira
- 2004 Shania Twain
- 2005 Anastacia
- 2006 Madonna
- 2007 Katie Melua
- 2008 Nelly Furtado
- 2009 Amy Winehouse
- 2010 Lady Gaga
- 2011 Amy Macdonald
- 2012 Adele
- 2013 Lana Del Rey
- 2014 Birdy[9]
- 2015 Zaz[10]
- 2016 Adele
- 2017 Sia

### Bedste rock/pop-gruppe
- 1992 Scorpions
- 1993 Die Prinzen
- 1994 Die Toten Hosen
- 1995 Pur
- 1996 Pur
- 1997 Die Toten Hosen
- 1998 Tic Tac Toe
- 1999 Modern Talking
- 2000 Die Fantastischen Vier
- 2001 Pur
- 2002 No Angels
- 2003 Die Toten Hosen
- 2004 Pur
- 2005 Söhne Mannheims
- 2006 Wir sind Helden
- 2007 Rosenstolz
- 2008 Die Fantastischen Vier
- 2009 Ich + Ich
- 2010 Silbermond
- 2011 Ich + Ich
- 2012 Rosenstolz
- 2013 Die Toten Hosen[8]
- 2014 The BossHoss[9]
- 2015 Revolverheld[10]
- 2016 Pur
- 2017 AnnenMayKantereit

### Bedste internationale rock/pop-gruppe
- 1992 Queen
- 1993 Genesis
- 1994 Ace of Base
- 1995 Pink Floyd
- 1996 The Kelly Family
- 1997 The Fugees
- 1998 Backstreet Boys
- 1999 Lighthouse Family
- 2000 Buena Vista Social Club og Ry Cooder
- 2001 Bon Jovi
- 2002 Linkin Park
- 2003 Red Hot Chili Peppers
- 2004 Evanescence
- 2005 Green Day
- 2006 Coldplay
- 2007 The Pussycat Dolls
- 2008 Linkin Park
- 2009 Coldplay
- 2010 Depeche Mode
- 2011 Take That
- 2012 Coldplay
- 2013 Mumford & Sons
- 2014 Depeche Mode[9]
- 2015 Pink Floyd[10]
- 2016 Coldplay
- 2017 Metallica

### Bedste internationale rock/alternativ
- 2001 Limp Bizkit (nominerede: Blink-182, Kid Rock, Korn, Papa Roach )
- 2002 Linkin Park (nominerede: Crazy Town, Gorillaz, HIM, Limp Bizkit )
- 2003 P.O.D. (nominerede: Coldplay, Korn, Linkin Park, Puddle Of Mudd )
- 2004 Evanescence (nominerede: Coldplay, Linkin Park, Metallica, The Rasmus )
- 2006 System of a Down (nominerede: 3 Doors Down, Audioslave, Foo Fighters, Franz Ferdinand )
- 2007 Billy Talent (nominerede: Bullet for My Valentine, Evanescence, Placebo, Tool )
- 2008 Nightwish (nominerede: Foo Fighters, Kaiser Chiefs, Marilyn Manson, Within Temptation )
- 2009 AC/DC (nominerede: 3 Doors Down, Metallica, R.E.M, Slipknot )
- 2010 Green Day (nominerede: Billy Talent, Kings of Leon, Mando Diao, Placebo )
- 2011 Linkin Park (nominerede: Iron Maiden, Mando Diao, Thirty Seconds to Mars, Volbeat )
- 2012 Red Hot Chili Peppers: (nominerede: Evanescence, Foo Fighters, Nickelback, Nightwish )
- 2013 Linkin Park (nominerede: Billy Talent, Green Day, Muse, The Rolling Stones )
- 2014 Volbeat (nominerede: Black Sabbath, Imagine Dragons, Placebo, Thirty Seconds to Mars )
- 2015 AC/DC (nominerede: Foo Fighters, Linkin Park, Nickelback, Slipknot )
- 2016 Iron Maiden (nominerede: AC/DC, Motörhead, Nightwish, Placebo )

### Årets bedste single
- 2005 O-Zone: "Dragostea din tei"
- 2006 Madonna: "Hung Up"
- 2007 Silbermond: "Das Beste"
- 2008 DJ Ötzi feat. Nik P.: "Ein Stern (...der deinen Namen trägt)"
- 2009 Kid Rock: "All Summer Long"
- 2010 Lady Gaga: "Poker Face"
- 2011 Israel Kamakawiwoʻole: "Over the Rainbow"
- 2012 Gotye feat. Kimbra: "Somebody That I Used to Know"
- 2013 Die Toten Hosen: "Tage wie diese"[8]
- 2014 Avicii: "Wake Me Up"[9]
- 2015 Helene Fischer: "Atemlos durch die Nacht"[10]
- 2016 Lost Frequencies: "Are You with Me"
- 2017 Drake feat. Wizkid & Kyla: "One Dance"

#### Årets bedste tyske single
- 1993 Snap!: "Rhythm is a Dancer"
- 1994 Haddaway: "What is Love"
- 1995 Lucilectric: "Mädchen"
- 1996 Scatman John: "Scatman"
- 1997 Andrea Bocelli og Sarah Brightman: "Time to Say Goodbye"
- 1998 Tic Tac Toe: "Warum"
- 1999 Oli.P: "Flugzeuge im Bauch"
- 2000 Lou Bega: "Mambo No. 5"
- 2001 Anton feat. DJ Ötzi: Anton aus Tirol
- 2002 No Angels: Daylight in Your Eyes
- 2003 Herbert Grönemeyer: "Mensch"
- 2004 Deutschland sucht den Superstar: "We Have a Dream"

#### Årets bedste internatioale single
- 2001 Rednex: "The Spirit of the Hawk"
- 2002 Enya: "Only Time"
- 2003 Las Ketchup: "The Ketchup Song (Aserejé)"
- 2004 RZA feat. Xavier Naidoo: "Ich kenne nichts"

### Årets album
- 2008 Herbert Grönemeyer: 12
- 2009 Amy Winehouse: Back to Black
- 2010 Peter Fox: Stadtaffe
- 2011 Unheilig: Große Freiheit
- 2012 Adele: 21
- 2013 Die Toten Hosen: Ballast der Republik[8]
- 2014 Helene Fischer: Farbenspiel[9]
- 2015 Helene Fischer: Farbenspiel[10]
- 2016 Helene Fischer: Weihnachten
- 2017 Udo Lindenberg: Stärker als die Zeit

### Bedste nye tyske navn
- 1991 Pe Werner
- 1992 Die Fantastischen Vier
- 1993 Illegal 2001
- 1994 Six Was Nine
- 1996 Fettes Brot
- 1997 Fool's Garden
- 1998 Nana
- 1999 Xavier Naidoo
- 2000 Sasha
- 2001 Ayman
- 2002 Seeed
- 2003 Wonderwall
- 2004 Wir sind Helden
- 2005 Silbermond
- 2006 Tokio Hotel
- 2007 Lafee
- 2008 Mark Medlock
- 2009 Thomas Godoj
- 2010 The Baseballs
- 2011 Lena
- 2012 Tim Bendzko
- 2013 Cro[8]
- 2014 Adel Tawil[9]
- 2015 Oonagh[10]
- 2016 Joris
- 2017 AnnenMayKantereit

### Bedste nye internationale navn
- 1996 Alanis Morissette
- 1997 Spice Girls
- 1998 Hanson
- 1999 Eagle-Eye Cherry
- 2000 Bloodhound Gang (nomineret: Tarkan, Jennifer Lopez, Everlast, Britney Spears)
- 2001 Anastacia
- 2002 Alicia Keys
- 2003 Avril Lavigne
- 2004 The Rasmus
- 2005 Katie Melua
- 2006 James Blunt
- 2007 Billy Talent
- 2008 Mika
- 2009 Amy Macdonald
- 2010 Lady Gaga
- 2011 Hurts
- 2012 Caro Emerald
- 2013 Lana Del Rey (nomineret: Alex Clare, Emile Sande, Luca Hanni, Of Monsters and Men)
- 2014 Beatrice Egli[9]
- 2015 The Common Linnets[10]
- 2016 James Bay
- 2017 Rag'n'Bone Man

### Ærespriser
- 1991 Udo Lindenberg
- 1992 Reinhard Mey
- 1993 Udo Jürgens
- 1994 James Last
- 1996 Klaus Doldinger
- 1997 Frank Farian
- 1998 Comedian Harmonists
- 1999 Falco
- 2000 Hildegard Knef
- 2001 Fritz Rau
- 2002 Caterina Valente
- 2003 Can
- 2004 Howard Carpendale
- 2005 Michael Kunze
- 2006 Peter Kraus
- 2007 Ralph Siegel
- 2008 Rolf Zuckowski
- 2009 Scorpions
- 2010 Peter Maffay
- 2011 Annette Humpe
- 2012 Wolfgang Niedecken
- 2013 Hannes Wader[8]
- 2014 Yello[9]
- 2015 Nana Mouskouri[10]
- 2016 Puhdys

## Echo Klassik
Efter uddelingens første udgave som en separat begivenhed i Köln i 1994 er Echo Klassik blevet afholdt i Semperoper i Dresden i 1996 og 2009, i Dortmund i 2003, i Gasteig i München fra 2004 til 2008. I 2011 blev det afholdt i Essen.

## Echo Jazz
Siden 2010 er Echo Jazz blevet afholdt, hvor der uddeles priser i 30 kategorier, inklusive bedste ensemble, bedste mandlig og kvindelige sanger, pladeselskab og lifetime achievement. I 2012 var kriteriet for at blive nomineret til en udgivelsesdato og "to fremragende anmeldelser fra musikjournalister." Dirigent Claus Ogermann modtog ECHO Jazz Lifetime Achievement Award i 2012. Priserne bliver givet på baggrund af stemmer fra en jury på 12 personer, som baserer sig på kritisk og kommerciel appel.